# Povratak iz mrtvih
Povratak iz mrtvih je 25. sveska strip edicije Marti Misterija. U SR Srbiji, tada u sastavu SFRJ, ova epizoda je objavljena prvi put u maju 1985. godine kao vanredno izdanje Lunov magnus stripa #25. u izdanju Dnevnika iz Novog Sada. Cena sveske bila je 120 dinara (1,4 DEM; 0,45 $). Ova sveska sadrži 2. deo duže epizode, koja je počela u #24.

## Originalna epizoda
Ova epizoda je premijerno objavljena 1. marta 1984. u Italiji pod nazivom Viaggio nel Futuro za izdavačku kuću Boneli (Italija). Cena je bila 800 lira ($0,56; 1,39 DEM). Epizodu siu nacrtali Đanpjero Kasertano (Giampiero Casertano), a scenario je napisao Alfredo Kasteli. Naslovnu stranu nacrtao je Đankarlo Alesandrini.

## Prethodna i naredna sveska vanrednog izdanja LMS
Prethodna sveska nosila je naziv Putovanje u budućnost (#24), a naredna Susreti bliske vrste (#26).
Pogledati još: Marti Misterija (vanredno izdanje LMS)